# Trachea novicia
Trachea novicia là một loài bướm đêm trong họ Noctuidae.